# Église Saint-Front de Fontet
Pour les articles homonymes, voir Église Saint-Front.
L'église Saint-Front est une église catholique située à Fontet, en France.

## Localisation
L'église est située dans le département français de la Gironde, sur la commune de Fontet, au nord du bourg.

## Historique
Construit au XIIIe siècle et doté d'un clocher-mur remarquable, l'édifice a été agrandi au 
XVIe siècle avec deux chapelles absidiales de style gothique ; il a été inscrit au titre des monuments historiques par arrêté du 24 décembre 1925 dans sa totalité.

## Notes et références

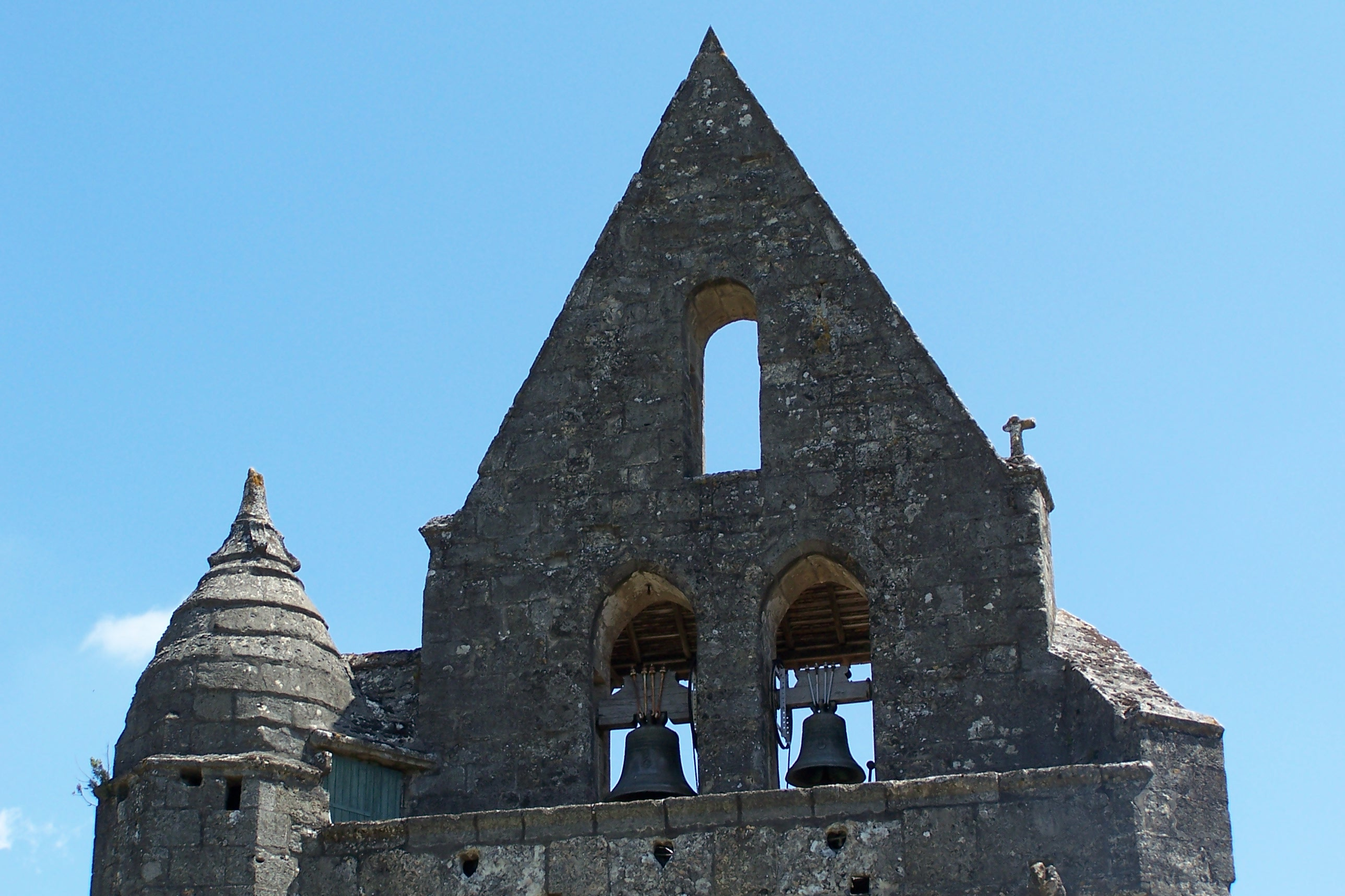
Le clocher-mur à trois baies et deux cloches, face à l'ouest (juil. 2011)
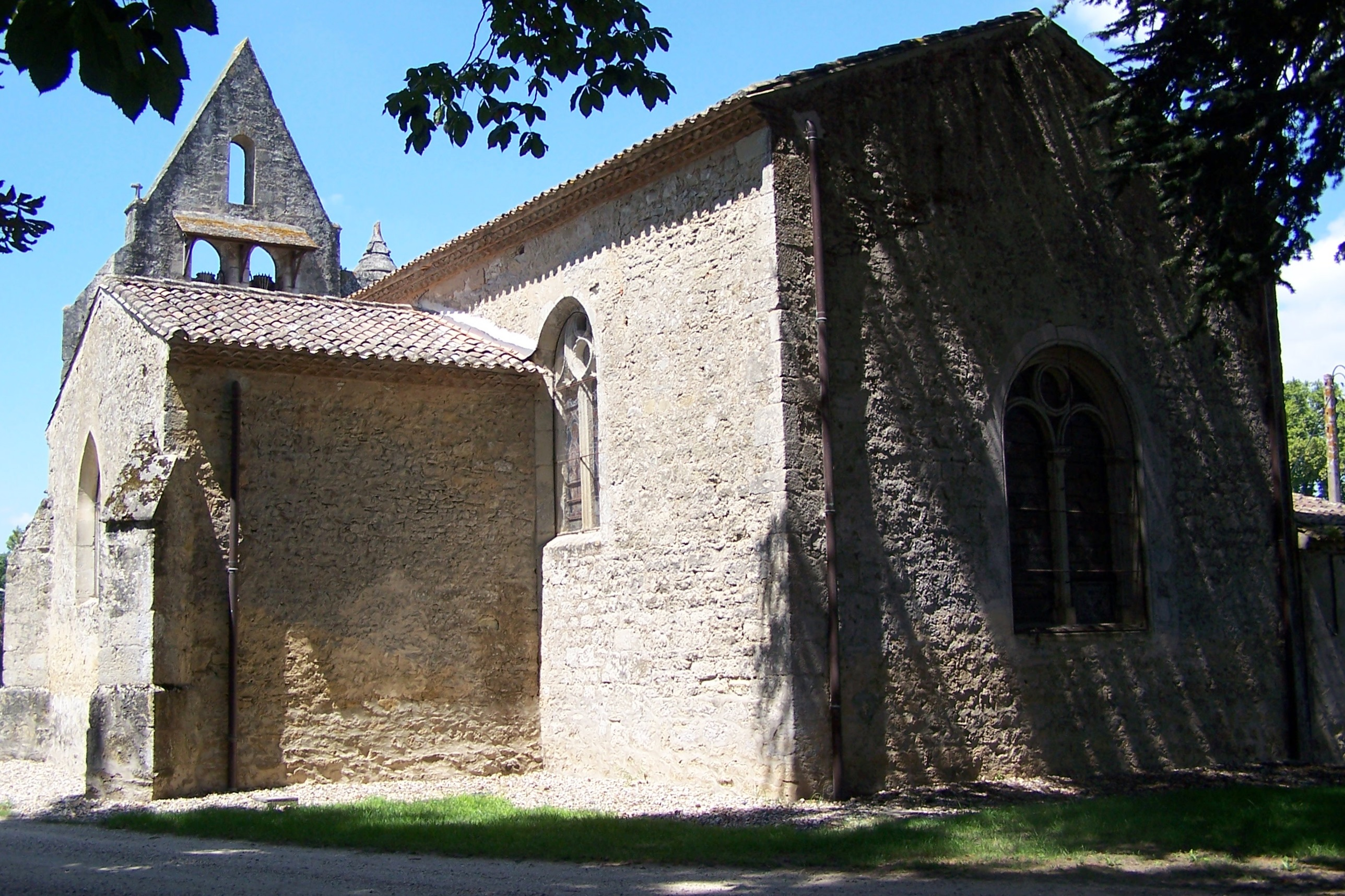
Vue sud-est et chevet (juil. 2011)
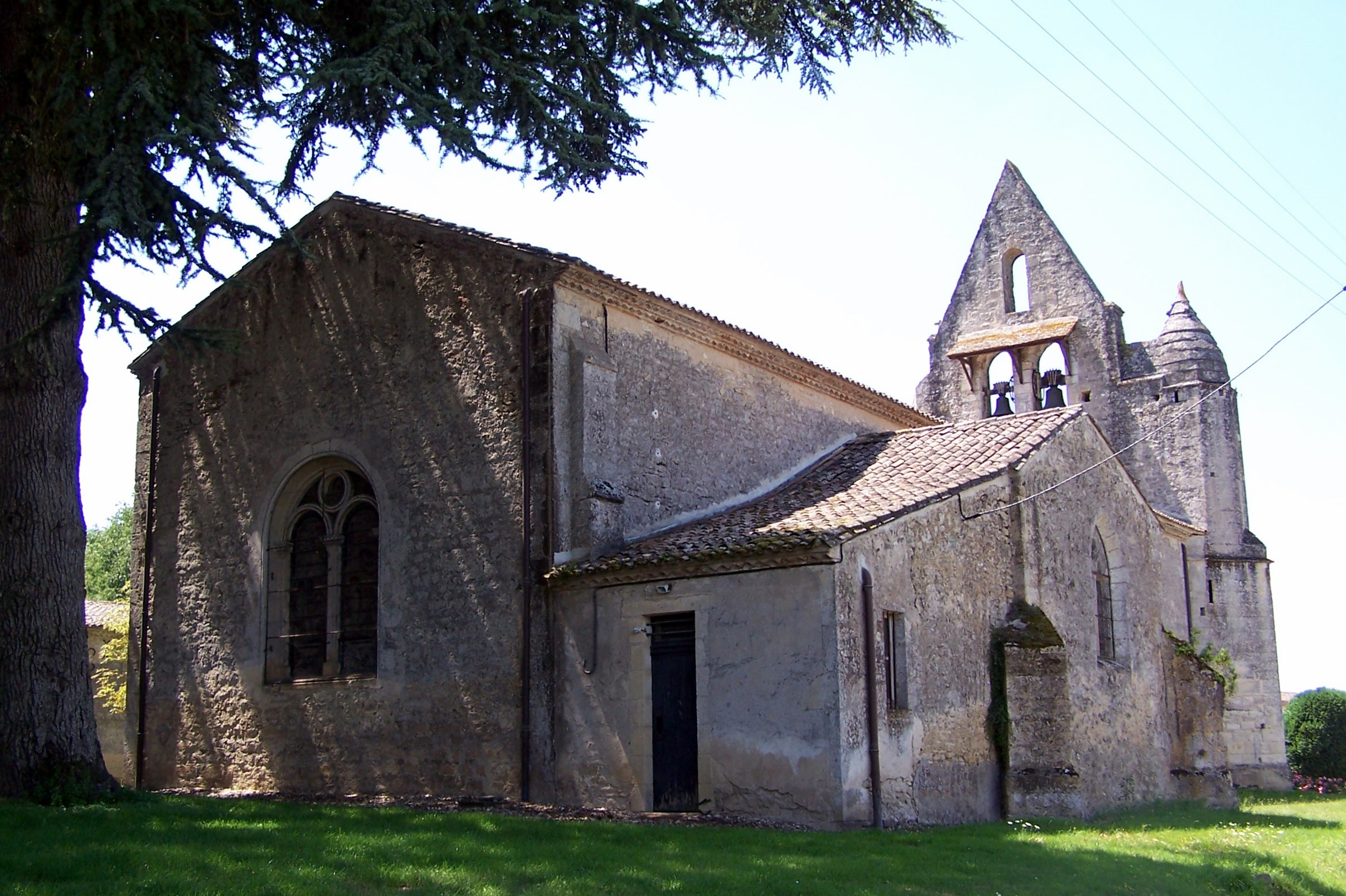
Vue nord-est, chevet et chapelle absidiale (juil. 2011)